# Reni Erkens
Reni Erkens   (Oberhausen, 24 de juny de 1909 - 22 d'octubre de 1987) va ser una nedadora alemanya que va competir duran la dècada de 1920. Es casà amb Ernst Küppers i fou mare d'Ernst-Joachim Küppers.
El 1928 va prendre part en els Jocs Olímpics d'Amsterdam, on va disputar tres proves del programa de natació. Fou quarta en la prova de 4x100 metres lliures, mentre en els 100 i 400 metres lliures quedà eliminada en sèries.
Guanyà cinc títols nacionals dels 100 metres lliures (1926-1930) i un dels 400 (1929). El 1927 guanyà la medalla de bronze en els 4x100 metres lliures dels Campionats d'Europa de Bolonya.